# Mavis Gallant
Pour les articles homonymes, voir Gallant.
Mavis Gallant, née Mavis Leslie de Trafford Young à Montréal le 11 août 1922 et morte à Paris 6e le 18 février 2014), est une écrivaine québécoise de langue anglaise et de nationalité canadienne.

## Biographie
Fille d'un père à la fois vendeur de meubles et peintre et d'une mère dramaturge d'origine roumaine, Mavis Gallant est née à Montréal. Son père meurt d'une insuffisance rénale, et sa mère se remarie et s'installe à New York, s'occupant de sa fille à distance en la scolarisant dans divers établissements, notamment un pensionnat. Après ses études, elle travaille à l'Office national du film du Canada puis devient journaliste au Montreal Standard. Elle épouse John Gallant, un musicien de Winnipeg. Cette union s'étant soldée par un échec, elle décide de quitter le Québec et de se consacrer à l'écriture.
En 1950, à l'âge de 28 ans, elle s'installe rue Saint-Romain à Paris, tout en conservant sa citoyenneté canadienne. Elle publie plusieurs œuvres de fiction sur des expatriés, en tentant de montrer l'évolution de leur état d'esprit. C'est à Paris qu'elle rencontre Anne Hébert, avec laquelle elle se lie d'amitié.
Avec Alice Munro, Gallant est l'une des seules Canadiennes à écrire régulièrement dans The New Yorker. Ses personnages sont souvent de jeunes femmes montréalaises ou européennes qui doivent composer avec des problèmes familiaux difficiles ou un milieu de travail hostile et des emplois sans avenir.
La province de Québec a honoré Gallant et son œuvre en 2006 en lui décernant le Prix Athanase-David, dont elle est la seule récipiendaire de langue anglaise.
Elle est peu connue en France de son vivant, et n'est traduite en français qu'à partir de 1988. Sa notoriété décline en Amérique du Nord avant qu'elle soit rééditée dans les années 2000.
Mavis Gallant est morte à Paris le 18 février 2014,,,.

## Œuvre

### Nouvelles — recueils originaux

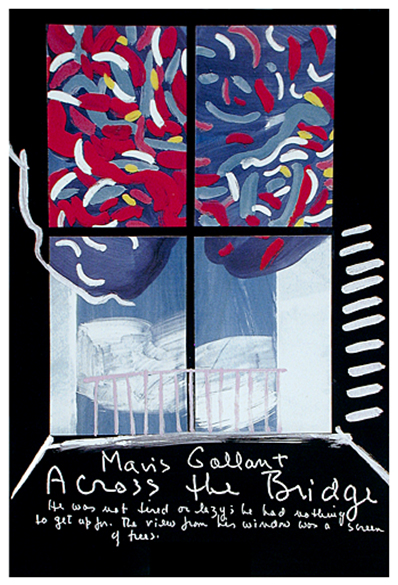
Couverture d’Across the Bridge, par Raphie Etgar (1993).

- The Other Paris, Houghton Miflin, 1956
- My Heart Is Broken, Random House, 1964 Publié en français sous le titre L'Été d'un célibataire, Fayard, 1990 ; réédition, Payot & Rivages, « Rivages poche » no 205, 1996
- The Pegnitz Junction, Random House, 1973 Publié en français sous le titre Voyageurs en souffrance, Éditions Deuxtemps tierce, 1992 ; réédition, Payot & Rivages, « Rivages poche » no 175, 1995 ; réédition, Montréal, Éditions Les Allusifs, 2009
- From the Fifteenth District, Macmillan of Canada, 1979 Publié en français sous le titre Les Quatre Saisons, Fayard, 1989 ; réédition, Payot & Rivages, « Rivages poche » no 82, 1992
- Home Truths, Macmillan of Canada, 1981 Publié en français sous le titre Voix perdues dans la neige, Fayard, 1991
- Overhead in a Balloon, Macmillan of Canada, 1985 Publié en français sous le titre Rue de Lille, Deuxtemps tierce, 1988 ; réédition, 10/18, no 2337, 1993
- In Transit, Random House, 1988 Publié en français sous le titre Poisson d'avril, Fayard, 1995
- Across the Bridge, Random House, 1993 Publié en français sous le titre De l'autre côté du pont, Fayard, 1994
- The Cost of Living: Early and Uncollected Stories, New York Review Books, 2009 ; intitulé Going Ashore au Canada

### Nouvelles — autres recueils
- The End of the World and Other Stories, McClelland & Stewart, 1974 ; dans la collection « New Canadian Library »
- The Moslem Wife and Other Stories, McClelland & Stewart, 1994 ; sélection de Mordecai Richler
- The Selected Stories of Mavis Gallant, McClelland & Stewart, 1996 ; intitulé The Collected Stories of Mavis Gallant aux États-Unis
- Paris Stories, McClelland & Stewart, 2002 ; sélection de Michael Ondaatje
- Vers le rivage, L'Instant même, 2002 ; dix-sept nouvelles inédites en français, traduites par Nicole Côté
- Nouvelles de France, Encre de nuit, 2003 ; recueil d'écrits nouvellement traduits par Aymeric Érouart (dit Erouard)
- Montreal Stories, McClelland & Stewart, 2004 ; sélection de Russell Banks ; intitulé Varieties of Exile aux États-Unis Publié en français sous le titre Laisse couler, Pascuito, 2005 ; réédition, Payot & Rivages, « Rivages poche » no 599, 2008
- Le Week-End en Bourgogne, Les Allusifs, 2010 ; nouvelles, dont la plupart se situent en France, traduites par Geneviève Letarte
- L'Idée de Speck, Les Allusifs, 2011 ; longue nouvelle (« Speck's Idea ») tirée de Overhead in a Balloon, traduite par Pierre-Edmond Robert

### Romans
- Green Water, Green Sky, 1959 Publié en français sous le titre Ciel vert, Ciel d'eau, Fayard, 1993 ; réédition, Gallimard, « Folio » no 3053, 1998
- A Fairly Good Time, 1970 Publié en français dans une nouvelle traduction sous le titre Rencontres fortuites, Les Allusifs, 2009 ; réédition, Seuil, « Points » no P2442, 2010

### Théâtre
- What Is to Be Done?, 1983

### Essais
- Paris Notebooks, 1986 Publié en français sous le titre Chroniques de mai 68, Éditions Deuxtemps tierce, 1988 ; réédition, Payot & Rivages, « Rivages poche » no 246, 1998

## Honneurs
- Prix du Gouverneur général : romans et nouvelles de langue anglaise, 1981
- Ordre du Canada, 1982
- Éloges des critiques Robert Fulford et Janice Kulyk Keefer (en).
- LL.D. honorifique de l'Université Queen's, 1991
- Prix Molson, 1996
- Grand prix Metropolis bleu, 2002
- Prix Athanase-David, 2006
- Prix Mavis-Gallant